# 城市雕塑
城市雕塑是在指在城市的公共空间中设置的雕塑作品。在人類社會的城市建立的過程裡，爲了召集和凝聚人心，在開闊的中央廣場以及明顯的文化區域的入口以及中心樹立的典型歷史人物或者具有特定含義的立體雕塑。

## 历史背景
城市雕塑可以追溯到古代文明，许多古代城市中都设有纪念性雕塑，如古希腊和古罗马的雕像，成为其城市文化的重要组成部分。事实上，城市雕塑在西方具有悠久的历史，且不因时代和政权的更迭而中断。随着城市化进程的推进，城市雕塑逐渐演变为一种公共艺术的形式。

## 功能与意义
美化环境：城市雕塑通过独特的造型和设计，增强了城市的视觉吸引力。
文化表达：雕塑常常传达特定的文化和历史信息，成为城市身份的一部分。
纪念功能：许多城市雕塑用于纪念重要的历史事件或人物，用以塑造和强调集体记忆和历史传承。

## 现代发展
城市雕塑的主要材質隨著時代而改變，古代主要以石材、金屬為主，至現代逐漸使用新建築材料以及綜合材料的組合應用，用以配合與展現時代風貌。城雕在現代意義上更凸顯的是對於城市本體的裝飾性和現代感。现代的城市雕塑不仅局限于静态作品，还包括动态的交互式艺术和参与性艺术。